# Бобровка (приток Уя, притока Тобола)
Бобро́вка — малая река в центральной части Челябинской области России. Правый приток реки Уй (бассейн Тобола). Длина — 4 км. Притоки отсутствуют.
Истоки реки южнее посёлка Березники. На реке расположено село Бобровка, где построен пруд с земляной плотиной.